# Митна служба України
Ми́тна слу́жба Украї́ни — сукупність органів виконавчої влади, які здійснюють захист економічних інтересів України шляхом митного контролю та оформлення товарів, які переміщуються через кордон, стягнення митних зборів, протидію контрабанді й порушенням митних правил.

## Призначення та основні завдання митної служби України
Призначенням митної служби України є створення сприятливих умов для розвитку зовнішньоекономічної діяльності, забезпечення безпеки суспільства, захист митних інтересів України.
1) забезпечення правильного застосування, неухильного дотримання та запобігання невиконанню вимог законодавства України з питань державної митної справи;
2) забезпечення виконання зобов'язань, передбачених міжнародними договорами України з питань державної митної справи, укладеними відповідно до закону;
3) створення сприятливих умов для полегшення торгівлі, сприяння транзиту, збільшення товарообігу та пасажиропотоку через митний кордон України;
4) здійснення митного контролю та виконання митних формальностей щодо товарів, транспортних засобів комерційного призначення, що переміщуються через митний кордон України, у тому числі на підставі електронних документів (електронне декларування), за допомогою технічних засобів контролю тощо;
5) аналіз та управління ризиками з метою визначення форм та обсягів митного контролю;
6) забезпечення справляння митних платежів, контроль правильності обчислення, своєчасності та повноти їх сплати, застосування заходів щодо їх примусового стягнення у межах повноважень, визначених Митним кодексом, Податковим кодексом України та іншими актами законодавства України;
7) застосування передбачених законом заходів митно-тарифного та нетарифного регулювання зовнішньоекономічної діяльності, здійснення контролю за дотриманням усіма суб'єктами зовнішньоекономічної діяльності та громадянами встановлених законодавством заборон та обмежень щодо переміщення окремих видів товарів через митний кордон України; здійснення заходів щодо недопущення переміщення через митний кордон України товарів, на які встановлені заборони та/або обмеження щодо переміщення через митний кордон України, а також товарів, які не відповідають вимогам якості та безпеки;
8) здійснення контролю за дотриманням правил переміщення валютних цінностей через митний кордон України;
9) сприяння захисту прав інтелектуальної власності, вжиття заходів щодо запобігання переміщенню через митний кордон України товарів з порушеннями охоронюваних законом прав інтелектуальної власності;
10) запобігання та протидія контрабанді, боротьба з порушеннями митних правил на всій митній території України;
11) здійснення в межах повноважень, визначених цим Кодексом, контролю за діяльністю підприємств, які надають послуги з декларування товарів, перевезення та зберігання товарів, що переміщуються через митний кордон України чи перебувають під митним контролем, та здійснюють інші операції з такими товарами;
12) ведення Української класифікації товарів зовнішньоекономічної діяльності;
13) ведення митної статистики та обмін даними митної статистики з митними органами інших країн;
14) проведення верифікації (встановлення достовірності) сертифікатів про походження товарів з України та видача у випадках, встановлених чинними міжнародними договорами, сертифікатів походження;
15) здійснення обміну документами та інформацією (у тому числі електронною) з іншими державними органами;
16) впровадження, розвиток та технічне супроводження інформаційних, телекомунікаційних та інформаційно-телекомунікаційних систем і технологій в державній митній справі, автоматизація митних процедур;
17) здійснення міжнародного співробітництва у сфері державної митної справи, залучення зовнішніх ресурсів для забезпечення діяльності митної служби України;
18) кінологічне забезпечення діяльності митної служби України;
19) управління об'єктами митної інфраструктури, розбудова митного кордону.

## Структура митної служби України
Станом на 2012 рік митна служба України складалася з митних органів, митних організацій, а також спеціалізованих навчальних закладів та науково-дослідної установи митної служби України.

### Митні органи
Станом на 2012 рік митними органами були:
1. Державна митна служба України (1996) — центральний орган виконавчої влади, що забезпечує реалізацію державної політики у сфері державної митної справи
2. регіональні та спеціалізовані митниці
3. митні пости.

У 2014 році, після об'єднання митної та податкової систем, базовим митним органом була митниця, до складу якої входять митні пости. Очолювала митно-податкову систему Державна фіскальна служба, яка керувалася Міністерством фінансів.

### Спеціалізовані митні органи
Для виконання окремих завдань, а також сукупності декількох завдань, покладених на митну службу України, в ній створюються відповідні спеціалізовані митні органи. Вони є юридичними особами. Створення, реорганізація та ліквідація спеціалізованих митних органів здійснюються Держмитслужбою.
Відповідно до наказу Державної митної служби України від 10.08.2012 р. № 397 визначено спеціалізованими митними органами:
- Департамент розвитку митної інфраструктури та міжнародного співробітництва,
- Департамент боротьби з контрабандою, аналізу ризиків та протидії корупції,
- Департамент митних інформаційних технологій та статистики,
- Центральне митне Управління лабораторних досліджень та експертної роботи,
- Центр підвищення кваліфікації, перепідготовки працівників та кінології Держмитслужби.

Автотранспортне митне господарство є митною організацією.

### Спеціалізовані навчальні заклади та науково-дослідна установа митної служби України
З метою підготовки, перепідготовки та підвищення кваліфікації фахівців з державної митної справи, а також проведення наукових досліджень у сфері забезпечення митних інтересів в митній службі України створені:
- спеціалізований навчальний заклад — Академія митної служби України, єдиний у країні вищий навчальний заклад, що готує фахівців для Державної митної служби України;
- науково-дослідна установа — Державний науково-дослідний інститут митної справи, предметом діяльності якого є фундаментальні і прикладні наукові дослідження з питань концептуального аналізу стану та перспектив розвитку митної політики, теоретичних засад митної безпеки та організаційно-економічного механізму їх забезпечення.

## Майно митної служби України
Майно митних органів, організацій, навчальних закладів та науково-дослідної установи митної служби України є державною власністю. Управління цим майном здійснюється в порядку, встановленому Кабінетом Міністрів України відповідно до закону.